# سفارة أستراليا في واشنطن العاصمة
سفارة أستراليا في الولايات المتحدة هي التمثيلية الرسمية وسفارة أستراليا في الولايات المتحدة.

## مقالات ذات صلة
- سفارة روسيا في واشنطن العاصمة
- سفارة تركيا في واشنطن العاصمة
- سفارة المكسيك في واشنطن العاصمة